# Liste der Baudenkmäler in Duisburg-Rheinhausen
Die Liste der Baudenkmäler in Duisburg-Rheinhausen enthält die denkmalgeschützten Bauwerke auf dem Gebiet des Stadtbezirks Duisburg-Rheinhausen in Nordrhein-Westfalen (Stand: 1. Januar 2025). Diese Baudenkmäler sind in der Denkmalliste der Stadt Duisburg eingetragen; Grundlage für die Aufnahme ist das Denkmalschutzgesetz Nordrhein-Westfalen (DSchG NRW).

## Liste der Baudenkmäler in Duisburg-Rheinhausen
| Bild                                                         | Bezeichnung                                                                                        | Lage                                                                               | Beschreibung | Bauzeit                                      | Eingetragen seit                     | Denkmal- nummer |
| ------------------------------------------------------------ | -------------------------------------------------------------------------------------------------- | ---------------------------------------------------------------------------------- | --- | -------------------------------------------- | ------------------------------------ | --------------- |
| weitere Bilder                                               | Hofanlage „Ten Needens Hof“                                                                        | Rumeln-Kaldenhausen Am Binsenteich 1/3/17/Dorfstraße 29d–h/Lohfelder Weg 3/5 Karte | | 1864 (Wohnhaus)                              | 27. März 1995                        | 366             |
| weitere Bilder                                               | Werthschenhof: Schlossturm                                                                         | Friemersheim Am Damm 2 Karte                                                       | | 1487                                         | 18. April 1985                       | 87              |
| weitere Bilder                                               | ehemaliger Nühlenhof mit Backhaus                                                                  | Friemersheim Am Damm 6 Karte                                                       | | –                                            | 29. März 1985                        | 81              |
| weitere Bilder                                               | ehemaliger Bernshof                                                                                | Friemersheim Am Damm 10 Karte                                                      | ehemalige Hofanlage des Bernhofes; mit gastwirtschaftlicher Nutzung als Friemersheimer Dorfschenke unter Hans-Joachim Wiese bekannt geworden; seit 2006 Sitz eines Fotostudios | 1800er Jahre                                 | 17. April 1985                       | 86              |
| BW                                                           | Grabstein in der Friedhofskapelle                                                                  | Friemersheim Am Zentralfriedhof 2a Karte                                           | | 17. Jh.                                      | 8. März 1991                         | 234             |
| weitere Bilder                                               | Wasserturm Bergheim und Pumpenhaus                                                                 | Bergheim Auf dem Berg 14 Karte                                                     | | 1908                                         | 20. Dezember 1990                    | 178             |
| weitere Bilder                                               | Erlöserkirche                                                                                      | Rheinhausen-Mitte Beethovenstraße 18a Karte                                        | | 1962                                         | 20. Oktober 2022                     | 747             |
| weitere Bilder                                               | Villenkolonie Bliersheim: ehemaliges Beamtenwohnhaus                                               | Friemersheim Bliersheimer Straße 67, 69, 71, 73 Karte                              | | 1903–1910                                    | 3. Oktober 1988                      | 148             |
| weitere Bilder                                               | Villenkolonie Bliersheim: Casino Krupp                                                             | Friemersheim Bliersheimer Straße 83, 85, 87 Karte                                  | | 1903–1910                                    | 3. Oktober 1988                      | 149             |
| weitere Bilder                                               | Bergheimer Mühle                                                                                   | Bergheim Bonnacker 64 Schmiedestraße Karte                                         | | 1794                                         | 18. Juni 1985                        | 95              |
| weitere Bilder                                               | Schürenhof: T-Haus                                                                                 | Bergheim Burgfeld 49 Karte                                                         | | Mitte 18. Jh.                                | 8. Juni 1990                         | 168             |
| weitere Bilder                                               | Cleefsche Hof                                                                                      | Bergheim Burgfeld 129 Karte                                                        | | 1877                                         | 6. August 1985                       | 100             |
| weitere Bilder                                               | Feuerwache                                                                                         | Friemersheim Clarenbachstraße 11 Karte                                             | | 1927                                         | 21. November 1996                    | 402             |
| weitere Bilder                                               | Friemersheimer Mühle                                                                               | Friemersheim Clarenbachstraße 14 Karte                                             | | 1871                                         | 18. Juni 1985                        | 96              |
| Grabmal Heinrich Rheinen                                     | Grabmal Heinrich Rheinen                                                                           | Friemersheim Dahlingstraße Karte                                                   | | 1833 1                                       | 5. März 1991                         | 186             |
| Grabmal Rudolf Mauritz                                       | Grabmal Rudolf Mauritz                                                                             | Friemersheim Dahlingstraße Karte                                                   | | –                                            | 5. März 1991                         | 187             |
| Grabmal Otten, Terforth und Schmitz                          | Grabmal Otten, Terforth und Schmitz                                                                | Friemersheim Dahlingstraße Karte                                                   | | 1845 1                                       | 5. März 1991                         | 188             |
| Grabmal der Familie Röltgen/Terneden                         | Grabmal der Familie Röltgen/Terneden                                                               | Friemersheim Dahlingstraße Karte                                                   | | 1853 1                                       | 5. März 1991                         | 189             |
| BW                                                           | Grabmal Familie von Neukirchen, genannt von Nyvenheim                                              | Friemersheim Dahlingstraße Karte                                                   | | 1918 1                                       | 5. März 1991                         | 190             |
| Grabmal der Familie Jacob Terforth                           | Grabmal der Familie Jacob Terforth                                                                 | Friemersheim Dahlingstraße Karte                                                   | | 1866 1                                       | 5. März 1991                         | 191             |
| Grabmal Jacob Wenzel                                         | Grabmal Jacob Wenzel                                                                               | Friemersheim Dahlingstraße Karte                                                   | | 1872 1                                       | 5. März 1991                         | 192             |
| Grabmal Heinrich Tollmann                                    | Grabmal Heinrich Tollmann                                                                          | Friemersheim Dahlingstraße Karte                                                   | | –                                            | 5. März 1991                         | 193             |
| Grabmal der Familie Schrooten                                | Grabmal der Familie Schrooten                                                                      | Friemersheim Dahlingstraße Karte                                                   | | nach 1885                                    | 5. März 1991                         | 194             |
| Grabmal der Familie Jakob Köhnen                             | Grabmal der Familie Jakob Köhnen                                                                   | Friemersheim Dahlingstraße Karte                                                   | | 1906                                         | 5. März 1991                         | 195             |
| Grabmal der Familie Johannes Reppermund                      | Grabmal der Familie Johannes Reppermund                                                            | Friemersheim Dahlingstraße Karte                                                   | | 1903                                         | 5. März 1991                         | 196             |
| BW                                                           | Grabmal der Familie Hufen                                                                          | Friemersheim Dahlingstraße Karte                                                   | | 1906                                         | 5. März 1991                         | 197             |
| Grabmal der Fam. Großterlinden und Schrooten                 | Grabmal der Fam. Großterlinden und Schrooten                                                       | Friemersheim Dahlingstraße Karte                                                   | | 1898                                         | 5. März 1991                         | 198             |
| Grabmal der Familie Großterlinden-Steinhaus                  | Grabmal der Familie Großterlinden-Steinhaus                                                        | Friemersheim Dahlingstraße Karte                                                   | | Anfang 20. Jh.                               | 5. März 1991                         | 199             |
| BW                                                           | Grabmal der Familie Müller                                                                         | Friemersheim Dahlingstraße Karte                                                   | | 1899 1902                                    | 5. März 1991                         | 200             |
| Grabmal der Familie Johannes Platzen                         | Grabmal der Familie Johannes Platzen                                                               | Friemersheim Dahlingstraße Karte                                                   | | 1908                                         | 5. März 1991                         | 201             |
| Grabmal der Familie Tergaten-Eyser                           | Grabmal der Familie Tergaten-Eyser                                                                 | Friemersheim Dahlingstraße Karte                                                   | | –                                            | 5. März 1991                         | 202             |
| Grabmal der Familie Otten                                    | Grabmal der Familie Otten                                                                          | Friemersheim Dahlingstraße Karte                                                   | | –                                            | 5. März 1991                         | 203             |
| Grabmal Stephan Ossendorff                                   | Grabmal Stephan Ossendorff                                                                         | Friemersheim Dahlingstraße Karte                                                   | | –                                            | 5. März 1991                         | 204             |
| Grabmal Fam. Berns                                           | Grabmal Fam. Berns                                                                                 | Friemersheim Dahlingstraße Karte                                                   | | –                                            | 26. November 1991                    | 247             |
| BW                                                           | Grabmal Wilhelm Schuhmachers                                                                       | Friemersheim Dahlingstraße Karte                                                   | | 1928 1                                       | 26. November 1991                    | 248             |
| BW                                                           | Grabmal Ernst Czettritz (Bürgermeister)                                                            | Friemersheim Dahlingstraße Karte                                                   | | 1896 1                                       | 26. November 1991                    | 249             |
| Grabmal Johann Schmitz (Ottenhof)                            | Grabmal Johann Schmitz (Ottenhof)                                                                  | Friemersheim Dahlingstraße Karte                                                   | | –                                            | 26. November 1991                    | 250             |
| Grabmal Familie Olischläger                                  | Grabmal Familie Olischläger                                                                        | Friemersheim Dahlingstraße Karte                                                   | | –                                            | 26. November 1991                    | 251             |
| weitere Bilder                                               | Wohnhaus                                                                                           | Friemersheim Dahlingstraße 25                                                      | | Mitte 19. Jh.                                | 20. Juni 1995                        | 371             |
| ehemaliges Wohnstallhaus                                     | ehemaliges Wohnstallhaus                                                                           | Hochemmerich Deichstraße 75 Karte                                                  | Scheune 1999 abgerissen, Wohnteil erhalten | 1882                                         | 23. Mai 2006                         | 541             |
| weitere Bilder                                               | ehemaliges Beamtenwohnhaus                                                                         | Hochemmerich Diergardtstraße 2 Karte                                               | | 1911–1912                                    | 7. Dezember 2006                     | 561             |
| weitere Bilder                                               | ehemaliges Chauffeurshaus                                                                          | Hochemmerich Diergardtstraße 7 Karte                                               | | 1922–1923                                    | 7. Dezember 2006                     | 562             |
| weitere Bilder                                               | ehemalige Dorfschule                                                                               | Rumeln-Kaldenhausen Dorfstraße 19 Karte                                            | | 1880er Jahre                                 | 27. März 1995                        | 365             |
| weitere Bilder                                               | Mahnmal 17. Juni 1953                                                                              | Rumeln-Kaldenhausen Düsseldorfer Straße Rathausallee Karte                         | | 1968                                         | 29. Dezember 2005                    | 537             |
| weitere Bilder                                               | Rittergut Preut: Herrenhaus Kaldenhausen, Zufahrtsalleen und Brücke über den ehemaligen Burggraben | Rumeln-Kaldenhausen Düsseldorfer Straße 136 Karte                                  | |                                              | 12. September 1989                   | 159             |
| weitere Bilder                                               | Dorfeiche                                                                                          | Bergheim Eichenstraße Karte                                                        | Das Denkmal umfasst die sogenannte „Friedenseiche“ mit Baumscheibe und historischem Einfriedungsgitter sowie den Platz als Zentrum des alten Ortsteiles Oestrum. Die Eiche wurde nach Ende des Deutsch-Französischen Krieges auf der seither kaum veränderten Platzsituation angepflanzt und bekam daher ihren Namen. 1918 wurde der Baum von belgischen Besatzungssoldaten abgeholzt, ist aber erneut ausgeschlagen. Die Eichenstraße verdankt dem Baum ihren Namen. | um 1871                                      | 20. März 2019                        | 710             |
| weitere Bilder                                               | Wohngebäude mit Wirtschaftsanbau                                                                   | Bergheim Eichenstraße 7 Karte                                                      | zweigeschossiges, 1894 unter Gottfried Niephaus als Wohnhaus mit Gastwirtschaft errichtetes Hauptgebäude auf quadratischem Grundriss mit Walmdach; rückwärtig schließt sich ein eingeschossiger Wirtschaftstrakt an, der 1899 angebaut wurde. 1909 wurde die straßenseitige (zur Eichenstraße) Fassade durch Putz- und Klickenflächen als Schauseite gestaltet. Das im Zentrum Oestrums gelegene Backsteingebäude beherbergt heute das Institut für Popularmusik.     | 1894 1899                                    | 13. Mai 1993                         | 322             |
| BW                                                           | Wohnhaus                                                                                           | Bergheim Eichenstraße 26 Karte                                                     | Wohnhaus einer ehemaligen Hofanlage in Oestrum, später Pastorat |                                              | 2. März 2023                         | 730             |
| weitere Bilder                                               | Wohnhaus                                                                                           | Bergheim Eichenstraße 28 Karte                                                     | Wohnhaus einer ehemaligen Hofanlage in Oestrum | um 1860                                      | 23. Mai 2017                         | 688             |
| weitere Bilder                                               | Scholtfeldhof                                                                                      | Bergheim Essenberger Straße 1                                                      | | 2. Hälfte des 19 Jh.                         | 28. April 2011                       | 608             |
| weitere Bilder                                               | Werktor 1 des ehemaligen Hüttenwerkes Rheinhausen                                                  | Friemersheim Europaallee 1 Karte                                                   | Das Werkstor bildet den Übergang zwischen der ehemaligen Stadt Rheinhausen und dem früheren Hüttenwerk Rheinhausen. Die von Peter Neufert entworfene „schwebende“ Konstruktion, zu der auch ein Pförtnerhaus gehört, hat den Grundriss eines Ypysilons. Das Pförtnerhaus wurde nach jahrelangem Leerstand in miserbalen Zustand abgerissen. | 1958                                         | 25. Februar 1999                     | 493             |
| weitere Bilder                                               | Altes Fährhaus                                                                                     | Hochemmerich Fährstraße 9 Karte                                                    | | 1791                                         | 27. März 1995                        | 364             |
| weitere Bilder                                               | Evangelische Christuskirche                                                                        | Hochemmerich Friedensstraße 3 Karte                                                | 893 erstmals erwähnt als dem Heiligen Petrus geweihte, mit der Abtei Werden verbundene Kirche, nach archäologischen Untersuchen stammt ein hölzerner Vorgängerbau aus dem 8. Jahrhundert. Heutiger, dreischiffiger, gotischer Backsteinbau von 1447 mit romanischem Turm, der 1496 zerstört wurde und teilweise neu aufgebaut werden musste. | 1447                                         | 6. März 1985                         | 10              |
| BW                                                           | Grabmal Emil Heynen                                                                                | Friemersheim Friedhofallee Karte                                                   | | 1909 1                                       | 22. Januar 1991                      | 179             |
| BW                                                           | Grabmal der Familie Schrooten                                                                      | Friemersheim Friedhofallee Karte                                                   | | 1916 2                                       | 22. Februar 1991                     | 184             |
| BW                                                           | Grabmal der Familie Stevens                                                                        | Friemersheim Friedhofallee Karte                                                   | | 1913 2                                       | 22. Februar 1991                     | 185             |
| BW                                                           | Grabmal der Familie Heinrich Otten                                                                 | Rumeln-Kaldenhausen Friedhofsallee Karte                                           | | –                                            | 26. November 1991                    | 257             |
| BW                                                           | Grabmal der Familie Schmitz-Steinbrings                                                            | Rumeln-Kaldenhausen Friedhofsallee Karte                                           | | –                                            | 26. November 1991                    | 258             |
| BW                                                           | Grabmal der Familie Kroppen                                                                        | Rumeln-Kaldenhausen Friedhofsallee Karte                                           | | –                                            | 26. November 1991                    | 259             |
| BW                                                           | Grabmal der Familie Wirtz                                                                          | Rumeln-Kaldenhausen Friedhofsallee Karte                                           | | 1918 1                                       | 26. November 1991                    | 260             |
| BW                                                           | Grabmal der Familie Tops                                                                           | Rumeln-Kaldenhausen Friedhofsallee Karte                                           | | 1916 1                                       | 26. November 1991                    | 261             |
| Wohngebäude der Margarethensiedlung                          | Wohngebäude der Margarethensiedlung                                                                | Hochemmerich Friedrich-Alfred-Straße 143 Karte                                     | | 1903–1905                                    | 17. April 1985                       | 84              |
| weitere Bilder                                               | Evangelische Dorfkirche Friemersheim                                                               | Friemersheim Friemersheimer Straße 6 Karte                                         | schlichte, dreischiffige, weiß verputzte Pfarrkirche im Kern des ehemaligen Dorfes Friemersheim: 1147 erstmals erwähnt, seit 1558 evangelisch, Turm nach 1770 erbaut. Das heutige Erscheinungsbild des Bauwerks stammt aus 18. Jahrhundert und ist ausgestattet mit einem spätgotischen Chor, einem Madonnenbild aus dem Jahr 1523 und 1870 eingesetzten, neogotischen Fenstern mit nachträglich eingefügten oberen romantischen Rundungen.                           | 18. Jh.                                      | 16. April 1985                       | 83              |
| weitere Bilder                                               | Küppershof                                                                                         | Friemersheim Friemersheimer Straße 7 Karte                                         | | vor 1890                                     | 20. September 1991                   | 236             |
| weitere Bilder                                               | Großterlindenhof                                                                                   | Friemersheim Friemersheimer Straße 9 Karte                                         | | vor 1890                                     | 17. September 1991                   | 237             |
| weitere Bilder                                               | Altes Pastorat                                                                                     | Friemersheim Friemersheimer Straße 10 Karte                                        | evangelisches Pfarrhaus neben der Dorfkirche Friemersheim | 1903–1904                                    | 16. April 1985                       | 82              |
| weitere Bilder                                               | Kleinterlindenhof                                                                                  | Friemersheim Friemersheimer Straße 11 Karte                                        | | um 1870                                      | 17. September 1991                   | 238             |
| weitere Bilder                                               | Ottenhof                                                                                           | Friemersheim Friemersheimer Straße 13 Karte                                        | | Mitte 19. Jh.                                | 20. September 1991                   | 239             |
| weitere Bilder                                               | Winkelser Hof, ehem. Möllershof                                                                    | Friemersheim Friemersheimer Straße 14 Karte                                        | | vor 1880                                     | 23. September 1991                   | 242             |
| weitere Bilder                                               | Lohmannshof                                                                                        | Friemersheim Friemersheimer Straße 15 Karte                                        | | um 1880/1890                                 | 23. September 1991                   | 240             |
| weitere Bilder                                               | Lehrerhaus Friemersheim                                                                            | Friemersheim Friemersheimer Straße 21 Karte                                        | | 1806 1868 (Anbau)                            | 29. März 1985                        | 80              |
| Grabmal Friedrich-Wilhelm Guillaume (Lehrer), Anna Guillaume | Grabmal Friedrich-Wilhelm Guillaume (Lehrer), Anna Guillaume                                       | Friemersheim Friemersheimer Straße 21 Karte                                        | ehemals auf dem Alten Friedhof an der Dahlingstraße | 1898 1                                       | 26. November 1991                    | 246             |
| weitere Bilder                                               | Gaststätte und Wohnhaus                                                                            | Friemersheim Friemersheimer Straße 23 Karte                                        | | vor 1880                                     | 23. September 1991                   | 241             |
| weitere Bilder                                               | Villenkolonie Bliersheim: ehem. Beamtenwohnhaus                                                    | Friemersheim Gaterweg 144, 146 Karte                                               | | 1903–1910                                    | 3. Oktober 1988                      | 150             |
| Schulgebäude                                                 | Schulgebäude                                                                                       | Friemersheim Geeststraße 1 Karte                                                   | | 1949–1952                                    | 21. November 1996                    | 404             |
| weitere Bilder                                               | Villenkolonie Bliersheim: ehem. Beamtenwohnhaus                                                    | Friemersheim Hamburger Straße 1, 3 Karte                                           | | 1903–1910                                    | 3. Oktober 1988                      | 157             |
| ehem. Schulgebäude                                           | ehem. Schulgebäude                                                                                 | Hochemmerich Haraldstraße 9 Karte                                                  | | um 1913                                      | 20. Juni 1995                        | 370             |
| weitere Bilder                                               | ehem. Petershof                                                                                    | Bergheim Heckenstraße 15 Karte                                                     | | vor 1810 (Scheune) 1870 (Gebäude)            | 12. April 2000                       | 505             |
| weitere Bilder                                               | Bauernhof                                                                                          | Friemersheim Hohenbudberger Straße 96 Karte                                        | | um 1850                                      | 21. November 1996                    | 403             |
| weitere Bilder                                               | ehem. Peschmannshof                                                                                | Bergheim In den Peschen 163-165 Karte                                              | | 1678 3                                       | 19. Februar 1985                     | 8               |
| weitere Bilder                                               | ehem. Grashof inkl. Wohnhaus und Wirtschaftsgebäuden                                               | Bergheim Kahlacker 37-39 Karte                                                     | | 1887 (Wohnhaus) 1932 (Scheune) 1943 (Remise) | 13. November 2000 13. September 2010 | 509             |
| Eckbebauung mit Wohn- und Geschäftshäusern                   | Eckbebauung mit Wohn- und Geschäftshäusern                                                         | Friemersheim Kaiserstraße 58, 60 Viktoriastraße 1 Karte                            | | 1904 (Kaiserstr. 60) 1913                    | 19. Dezember 1996                    | 432             |
| weitere Bilder                                               | Kath. Kirche St. Barbara                                                                           | Hochemmerich Klausstraße Karte                                                     | | 1961–1964                                    | 30. Januar 2013                      | 644             |
| weitere Bilder                                               | Bezirksamt Rheinhausen                                                                             | Rheinhausen-Mitte Körnerplatz 1 Karte                                              | | 1915–1918                                    | 23. Mai 2006                         | 540             |
| weitere Bilder                                               | Kath. Kirche St. Joseph                                                                            | Friemersheim Kronprinzenstraße 34 Karte                                            | | 1907 1914–1916 (Turm)                        | 19. November 1996                    | 401             |
| Kiosk und Umspannhäuschen                                    | Kiosk und Umspannhäuschen                                                                          | Friemersheim Kronprinzenstraße 43a Viktoriastraße Karte                            | | 1926                                         | 19. Dezember 1996                    | 431             |
| weitere Bilder                                               | Evangelische Friedenskirche                                                                        | Bergheim Lutherstraße Karte                                                        | Evangelische Friedenskirche in Ziegelmauerwerk von Architekt Wilhelm Gravert, eingeweiht 1929 | 1928–1929                                    | 8. Februar 2016                      | 700             |
| weitere Bilder                                               | Bertha-Krankenhaus                                                                                 | Rheinhausen-Mitte Maiblumenstraße 5 Karte                                          | | 1912–1914                                    | 18. Juli 2006                        | 547             |
| weitere Bilder                                               | Kath. Kirche St. Laurentius                                                                        | Friemersheim Martinistraße 7 Karte                                                 | | 1931–1932                                    | 4. November 1996                     | 399             |
| BW                                                           | Grabmal ohne Inschriftplatte, Herkunftsbezeichnung Ossendorf, Krefeld                              | Hochemmerich Moerser Straße Karte                                                  | | –                                            | 5. März 1991                         | 205             |
| BW                                                           | Grabmal Terlinden/Portmann                                                                         | Hochemmerich Moerser Straße Karte                                                  | | 1842 1                                       | 5. März 1991                         | 206             |
| BW                                                           | Grabmal Johann Hiltgens                                                                            | Hochemmerich Moerser Straße Karte                                                  | | 1842 1                                       | 5. März 1991                         | 207             |
| BW                                                           | Grabmal Gottfried Peschmann                                                                        | Hochemmerich Moerser Straße Karte                                                  | | 1855                                         | 5. März 1991                         | 208             |
| BW                                                           | Grabmal Peter und Elisabeth Schürmann                                                              | Hochemmerich Moerser Straße Karte                                                  | | 1864 1                                       | 5. März 1991                         | 209             |
| BW                                                           | Grabmal der Familie Kremmers                                                                       | Hochemmerich Moerser Straße Karte                                                  | | um 1865                                      | 5. März 1991                         | 210             |
| BW                                                           | Grabmal Tillmann Bongards                                                                          | Hochemmerich Moerser Straße Karte                                                  | | 1865 1                                       | 5. März 1991                         | 211             |
| BW                                                           | Grabmal Johann Schauen                                                                             | Hochemmerich Moerser Straße Karte                                                  | | 1869                                         | 5. März 1991                         | 212             |
| BW                                                           | Grabmal Goldberg                                                                                   | Hochemmerich Moerser Straße Karte                                                  | | 1869 1                                       | 5. März 1991                         | 213             |
| BW                                                           | Grabmal der Familie Schmitz-Göttgens                                                               | Hochemmerich Moerser Straße Karte                                                  | | 1871 1                                       | 5. März 1991                         | 214             |
| BW                                                           | Grabmal Heinrich Portmann                                                                          | Hochemmerich Moerser Straße Karte                                                  | | 1873 1                                       | 5. März 1991                         | 215             |
| BW                                                           | Grabmal Daniel Deus                                                                                | Hochemmerich Moerser Straße Karte                                                  | | 1875                                         | 5. März 1991                         | 216             |
| BW                                                           | Grabmal Gerhard Schürmann                                                                          | Hochemmerich Moerser Straße Karte                                                  | | 1883 1                                       | 7. März 1991                         | 217             |
| BW                                                           | Grabmal Johann Iven zu Oestrum                                                                     | Hochemmerich Moerser Straße Karte                                                  | | 1884 1                                       | 7. März 1991                         | 218             |
| BW                                                           | Grabmal Dietrich Weyers                                                                            | Hochemmerich Moerser Straße Karte                                                  | | 1884 1                                       | 7. März 1991                         | 219             |
| BW                                                           | Grabmal Andreas Küppers                                                                            | Hochemmerich Moerser Straße Karte                                                  | | 1886 1                                       | 7. März 1991                         | 220             |
| BW                                                           | Grabmal Heinrich Mellinghoff                                                                       | Hochemmerich Moerser Straße Karte                                                  | | 1886 1                                       | 7. März 1991                         | 221             |
| BW                                                           | Grabmal Hermann Lenzen                                                                             | Hochemmerich Moerser Straße Karte                                                  | | 1886 1                                       | 7. März 1991                         | 222             |
| BW                                                           | Grabmal Arnold Kretzer                                                                             | Hochemmerich Moerser Straße Karte                                                  | | 1886 1                                       | 7. März 1991                         | 223             |
| BW                                                           | Grabmal Hermann Daniels                                                                            | Hochemmerich Moerser Straße Karte                                                  | | 1888 1                                       | 7. März 1991                         | 224             |
| BW                                                           | Grabmal Stüning/Jüres                                                                              | Hochemmerich Moerser Straße Karte                                                  | | 1897 1                                       | 7. März 1991                         | 225             |
| BW                                                           | Grabmal Heinrich Bullerschen                                                                       | Hochemmerich Moerser Straße Karte                                                  | | 1897 1                                       | 8. März 1991                         | 226             |
| BW                                                           | Grabmal Eugen Pohl (Zigeunergrab)                                                                  | Hochemmerich Moerser Straße Karte                                                  | | um 1900                                      | 8. März 1991                         | 227             |
| BW                                                           | Grabmal Dietrich Steinbrings                                                                       | Hochemmerich Moerser Straße Karte                                                  | | nach 1865                                    | 8. März 1991                         | 228             |
| BW                                                           | Grabmal Wilhelm Hülsen                                                                             | Hochemmerich Moerser Straße Karte                                                  | | –                                            | 8. März 1991                         | 229             |
| BW                                                           | Grabmal Herkunftsbezeichnung Fahr, Obelisk ohne Tafeln                                             | Hochemmerich Moerser Straße Karte                                                  | | –                                            | 8. März 1991                         | 230             |
| BW                                                           | Grabmal Familie Atrops                                                                             | Hochemmerich Moerser Straße Karte                                                  | | nach 1893                                    | 8. März 1991                         | 231             |
| BW                                                           | Grabmal Peter Steinbring                                                                           | Hochemmerich Moerser Straße Karte                                                  | | nach 1837                                    | 8. März 1991                         | 232             |
| BW                                                           | Grabmal der Familie Heinrich Köhnen                                                                | Hochemmerich Moerser Straße Karte                                                  | | nach 1868                                    | 8. März 1991                         | 233             |
| BW                                                           | Grabmal der Familie Tilmann Höschen                                                                | Hochemmerich Moerser Straße Karte                                                  | | –                                            | 26. November 1991                    | 254             |
| BW                                                           | Grabmal der Familie Hermann Schroer und Eva Buchloh                                                | Hochemmerich Moerser Straße Karte                                                  | | –                                            | 26. November 1991                    | 255             |
| BW                                                           | Grabmal der Familie Arnold Keesen                                                                  | Hochemmerich Moerser Straße Karte                                                  | | –                                            | 26. November 1991                    | 256             |
| weitere Bilder                                               | Verwaltungsgebäude                                                                                 | Hochemmerich Moerser Straße 26 Karte                                               | freistehendes zweieinhalbgeschossiges ehemaliges Rathaus- und Schulgebäude, zuletzt genutzt von der Jugendhilfe | 1903                                         | 4. November 2014                     | 669             |
| weitere Bilder                                               | Zolltürme der ehemaligen Eisenbahnbrücke                                                           | Friemersheim Osloer Straße Karte                                                   | erhaltene Zolltürme der anstelle des Trajekts Rheinhausen in Betrieb genommen ersten Duisburg-Hochfelder Eisenbahnbrücke | 1871–1873                                    | 19. Februar 1988                     | 136             |
| weitere Bilder                                               | Schauenhof                                                                                         | Bergheim Paschacker 75, 77, 79, 81, 83, 85, 87, 91 Bernhard-Röcken-Weg 1 Karte     | | 1851–1855                                    | 6. März 1985                         | 9               |
| weitere Bilder                                               | Siedlung Schauenplatz: Direktorenvilla                                                             | Bergheim Schauenstraße 3 Karte                                                     | | 1915 1922                                    | 5. September 2014                    | 599             |
| weitere Bilder                                               | Siedlung Schauenplatz: Beamtenwohnhaus                                                             | Bergheim Schauenstraße 5, 7 Karte                                                  | | 1922                                         | 5. September 2014                    | 665             |
| Wohngebäude der Margarethensiedlung                          | Wohngebäude der Margarethensiedlung                                                                | Hochemmerich Schwarzenberger Straße 25 Karte                                       | | 1903–1905                                    | 17. April 1985                       | 85              |
| weitere Bilder                                               | Doppelwasserturm Hohenbudberg                                                                      | Friemersheim Turmstraße 12 Karte                                                   | | 1915–1916                                    | 26. März 1985                        | 72              |
| Wohnhaus                                                     | Wohnhaus                                                                                           | Friemersheim Viktoriastraße 16 Karte                                               | | 1927                                         | 19. Dezember 1996                    | 427             |
| Wohnhaus                                                     | Wohnhaus                                                                                           | Friemersheim Viktoriastraße 18 Karte                                               | | 1911                                         | 19. Dezember 1996                    | 429             |
| Wohnhaus                                                     | Wohnhaus                                                                                           | Friemersheim Viktoriastraße 20 Karte                                               | | 1911                                         | 19. Dezember 1996                    | 430             |
| Wohnhaus                                                     | Wohnhaus                                                                                           | Friemersheim Viktoriastraße 22 Karte                                               | | 1911                                         | 19. Dezember 1996                    | 428             |
| weitere Bilder                                               | Villenkolonie Bliersheim: ehem. Direktorenwohnhaus                                                 | Friemersheim Villenstraße 2 Karte                                                  | | 1906                                         | 3. Oktober 1988                      | 155             |
| weitere Bilder                                               | Villenkolonie Bliersheim: ehem. Beamtenwohnhaus                                                    | Friemersheim Villenstraße 2a Karte                                                 | | 1903–1910                                    | 3. Oktober 1988                      | 156             |
| weitere Bilder                                               | Villenkolonie Bliersheim: ehem. Beamtenwohnhaus                                                    | Friemersheim Villenstraße 3 Karte                                                  | | 1903–1910                                    | 3. Oktober 1988                      | 151             |
| weitere Bilder                                               | Villenkolonie Bliersheim: ehem. Beamtenwohnhaus                                                    | Friemersheim Villenstraße 5, 6 Karte                                               | | 1903–1910                                    | 3. Oktober 1988                      | 152             |
| weitere Bilder                                               | Villenkolonie Bliersheim: ehem. Beamtenwohnhaus                                                    | Friemersheim Villenstraße 7, 8 Karte                                               | | 1903–1910                                    | 3. Oktober 1988                      | 153             |
| weitere Bilder                                               | Villenkolonie Bliersheim: ehem. Beamtenwohnhaus                                                    | Friemersheim Villenstraße 9 Karte                                                  | | 1903–1910                                    | 3. Oktober 1988                      | 154             |
| Wohn- und Geschäftshaus                                      | Wohn- und Geschäftshaus                                                                            | Friemersheim Walther-Rathenau-Straße 29 Karte                                      | | um 1910                                      | 19. Dezember 1996                    | 423             |
| Wohnhaus                                                     | Wohnhaus                                                                                           | Friemersheim Walther-Rathenau-Straße 40 Karte                                      | | 1910                                         | 19. Dezember 1996                    | 424             |
| Wohn- und Geschäftshaus                                      | Wohn- und Geschäftshaus                                                                            | Friemersheim Walther-Rathenau-Straße 42 Karte                                      | | 1909                                         | 19. Dezember 1996                    | 425             |
| Wohn- und Geschäftshaus                                      | Wohn- und Geschäftshaus                                                                            | Friemersheim Walther-Rathenau-Straße 44 Karte                                      | | 1909                                         | 19. Dezember 1996                    | 426             |
| weitere Bilder                                               | Bahnhof Rheinhausen                                                                                | Friemersheim Windmühlenstraße 28 Karte                                             | | 1903                                         | 13. Mai 1997                         | 433             |
| weitere Bilder                                               | Atropshof                                                                                          | Hochemmerich Winkelhauser Straße 63 Karte                                          | | 1884                                         | 12. September 1989                   | 160             |

## Ehemalige Baudenkmäler
| Bild | Bezeichnung                                           | Lage                                  | Beschreibung | Bauzeit   | Eingetragen seit            | Denkmal- nummer |
| ---- | ----------------------------------------------------- | ------------------------------------- | --- | --------- | --------------------------- | --------------- |
| BW   | Bauernhaus                                            | Bergheim Asberger Straße 59 Karte     | Historisches Bauernhaus, mittlerweile abgerissen. |           | 25. April 2019              | 711             |
| BW   | Gaststätte Ohlmann                                    | Bergheim In den Peschen 129 Karte     | Traufständiger, zweigeschossiger Putzbau der Traditionsgaststätte „Ohlmann“; Erweiterungen um die Veranda und den Saalbau erfolgten 1913 und 1927. 2010 gelöscht, da doch kein Denkmal nach Prüfung der Begriffsbestimmungen des Denkmalschutzgesetzes. | 1878      | 20. Mai 2009 gelöscht: 2010 | 587             |
| BW   | Gießerei und Reparaturwerkstatt der Krupp-Hüttenwerke | Friemersheim Rotterdamer Straße Karte | das Gebäude wurde 2007 trotz des Denkmalschutzes für eine Erweiterung des logports abgerissen. Erhalten blieben lediglich elf Stahltragwerke, über deren weitere Nutzung politisch lange gestritten wurde, die seit 2010 aber im Besitz einer nordrhein-westfälischen Stahlfirma sind und unter Einbeziehung des Denkmalschutzes weiterverarbeitet werden sollen. | 1902–1903 | 19. Oktober 1995            | 385             |